# JAC Sunray
JAC Sunray — малотоннажный фургон производства JAC Motors. При разработке дизайна этой модели китайская компания ориентировалась на Mercedes-Benz Sprinter, при этом технически с немецкой моделью у JAC Sunray нет ничего общего.

## История семейства
Автомобиль JAC Sunray производится с 2011 года. Индекс модели Sunray — HFC5049. За всю историю производства на автомобиль ставят дизельные двигатели внутреннего сгорания Cummins D19TDIE11 и JAC HFC4DE1-1D. Трансмиссия — 6-скор. МКПП. Максимальная скорость автомобиля ограничена до 130 км/ч. С 4 июля 2018 года на шасси JAC Sunray производятся автомобили скорой медицинской помощи. Также существует электромобиль на базе JAC Sunray.
С 2019 года автомобили JAC Sunray производятся на Брестском машиностроительном заводе, входящем в холдинг «БелавтоМАЗ». Пассажирская модификация — МАЗ-281, грузовая — МАЗ-3650.

## Галерея

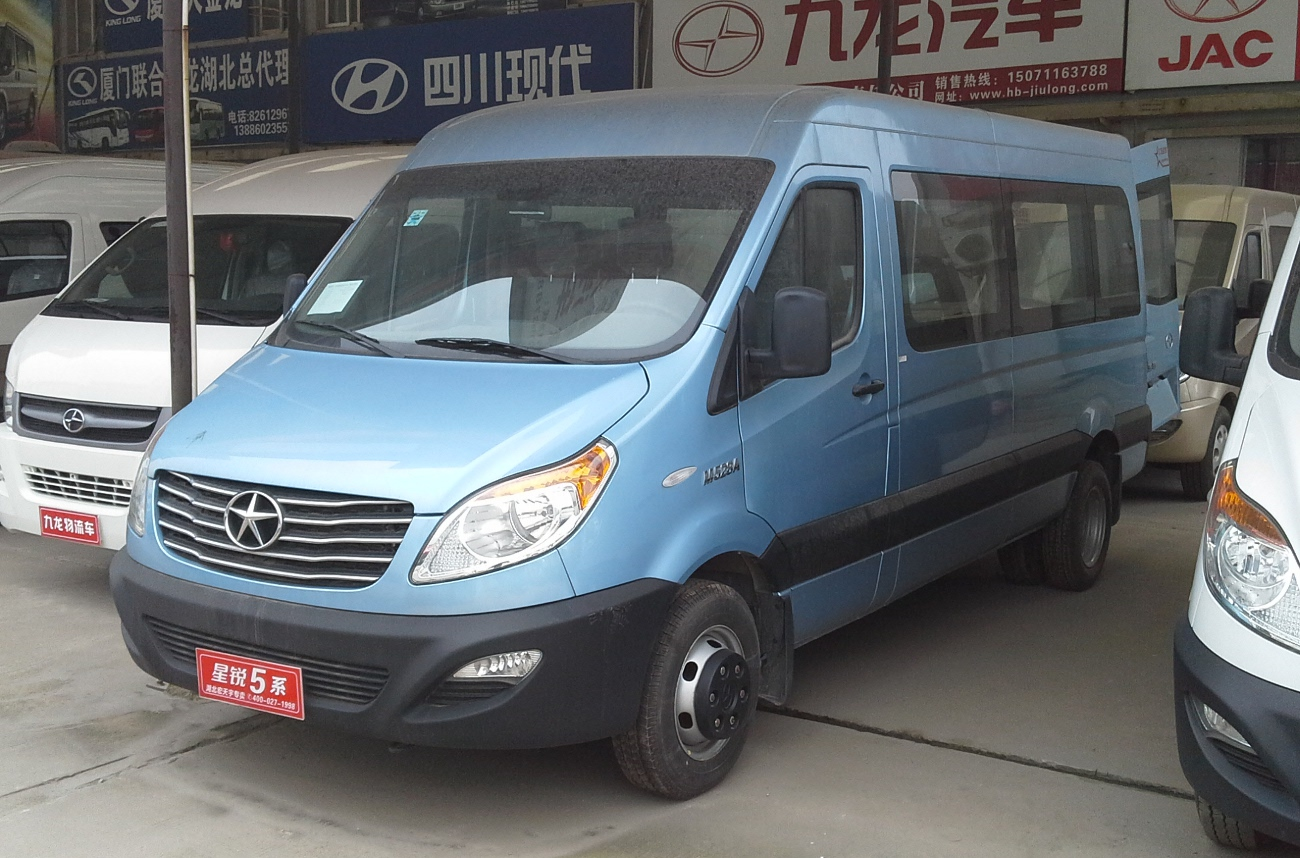
JAC Sunray LWB
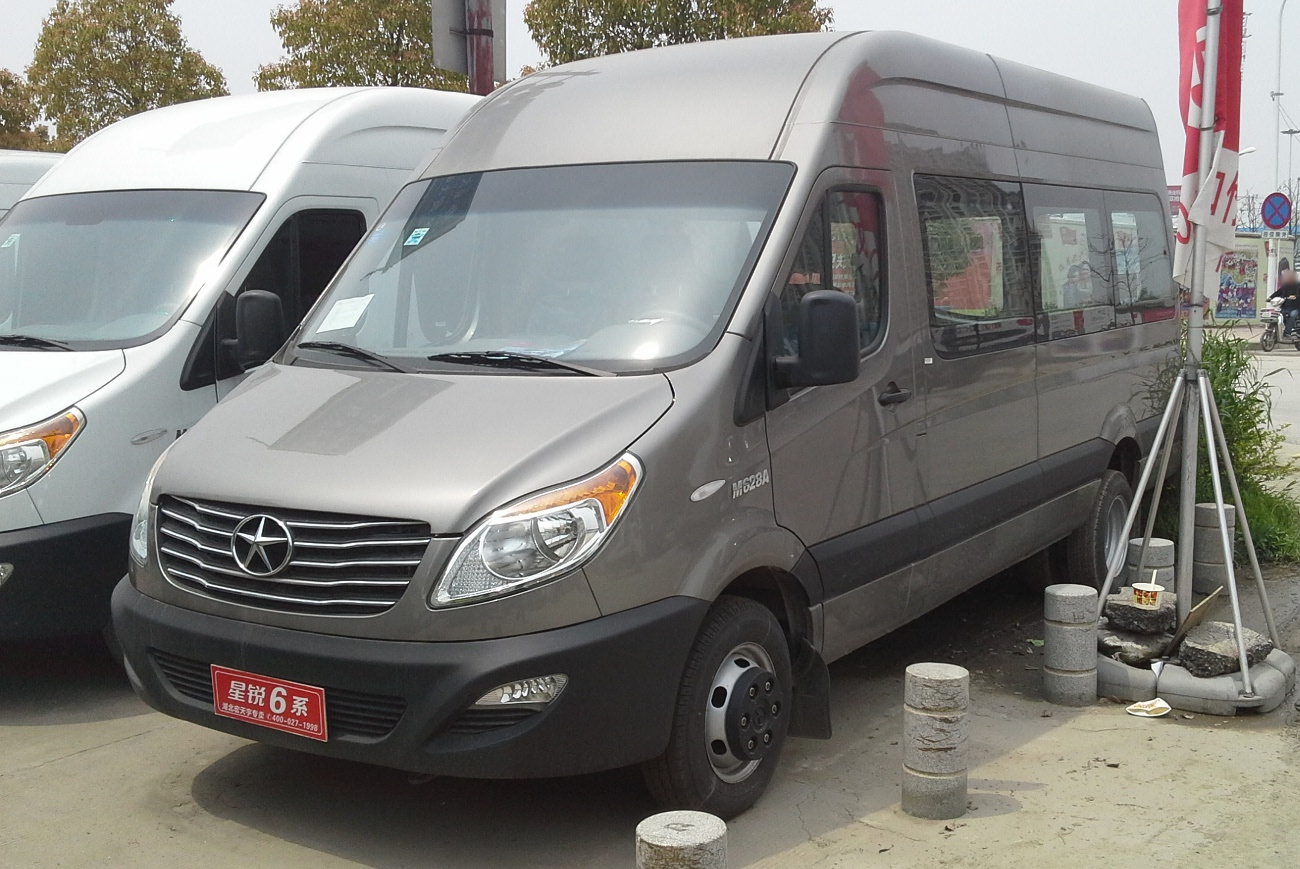
JAC Sunray LWB с высокой крышей
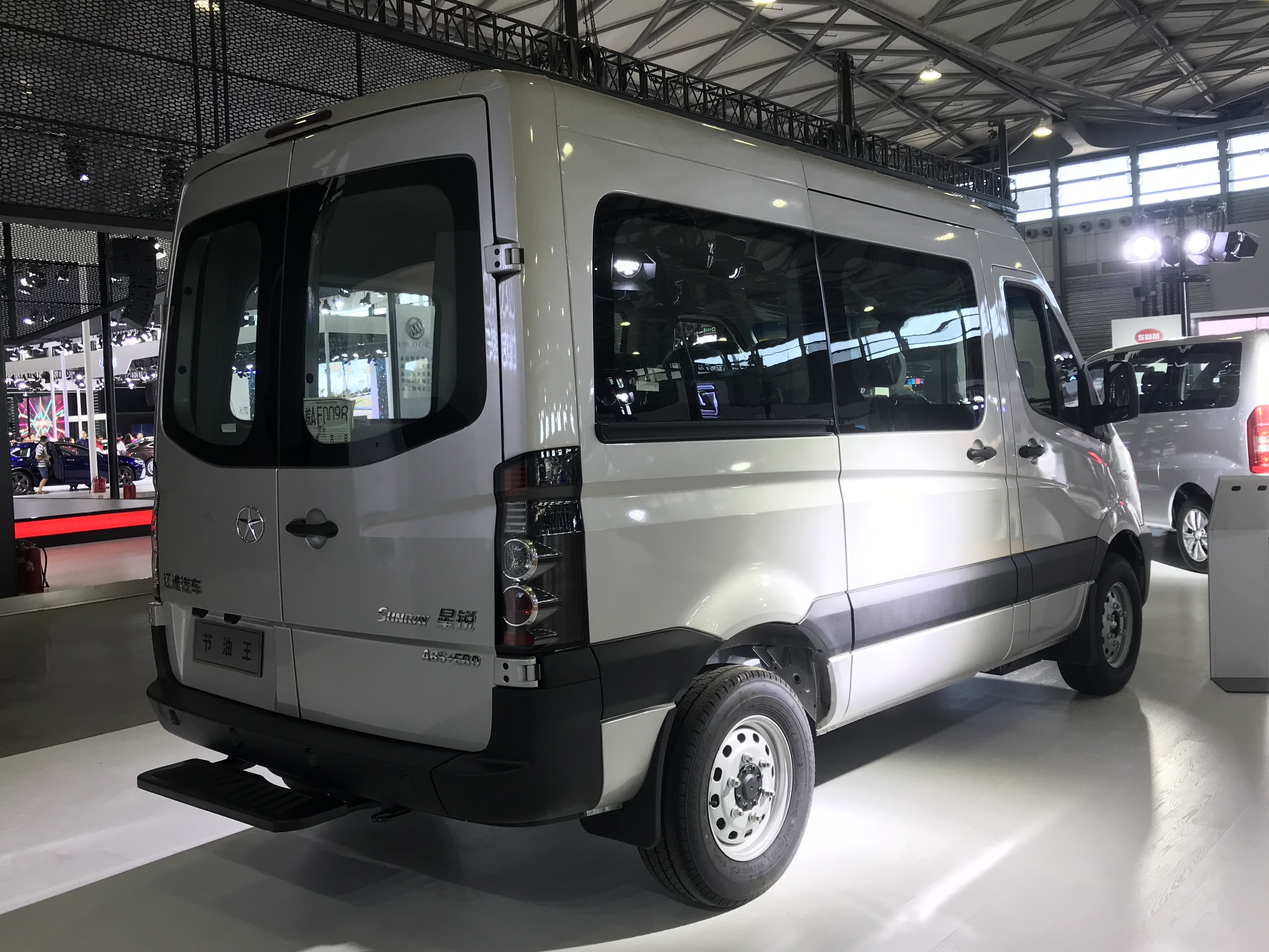
JAC Sunray SWB (вид сзади)
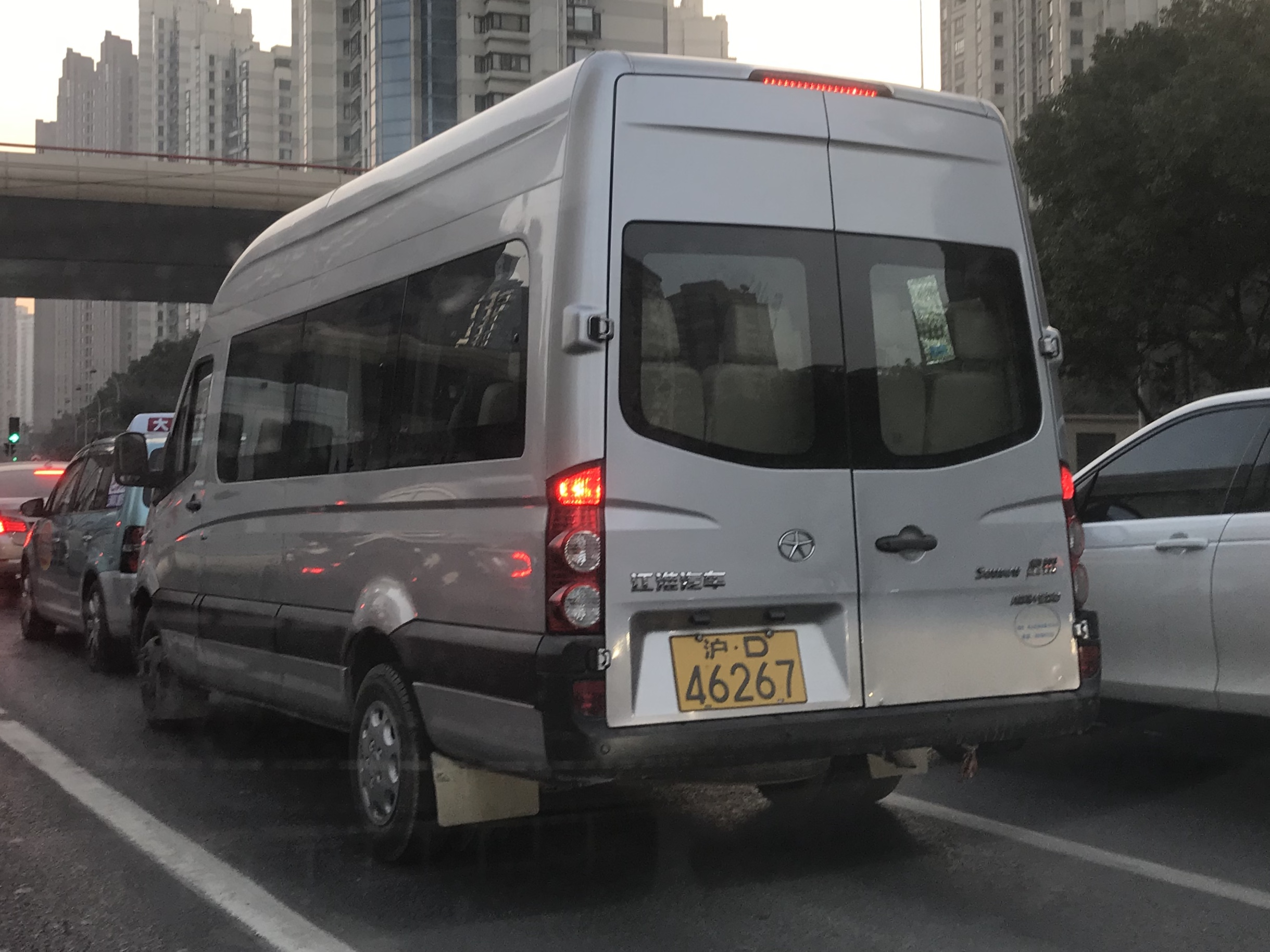
JAC Sunray LWB с высокой крышей
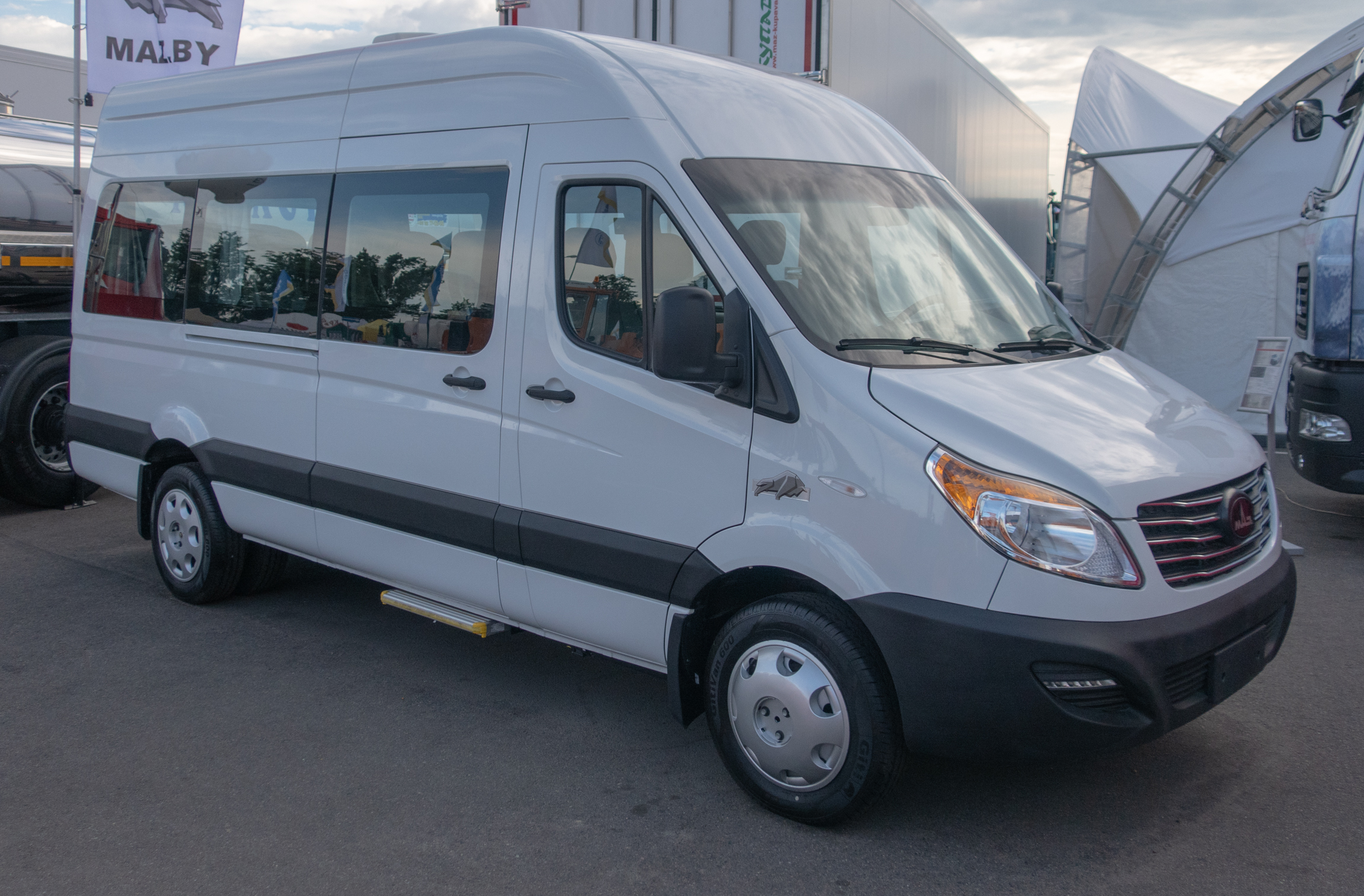
МАЗ-281
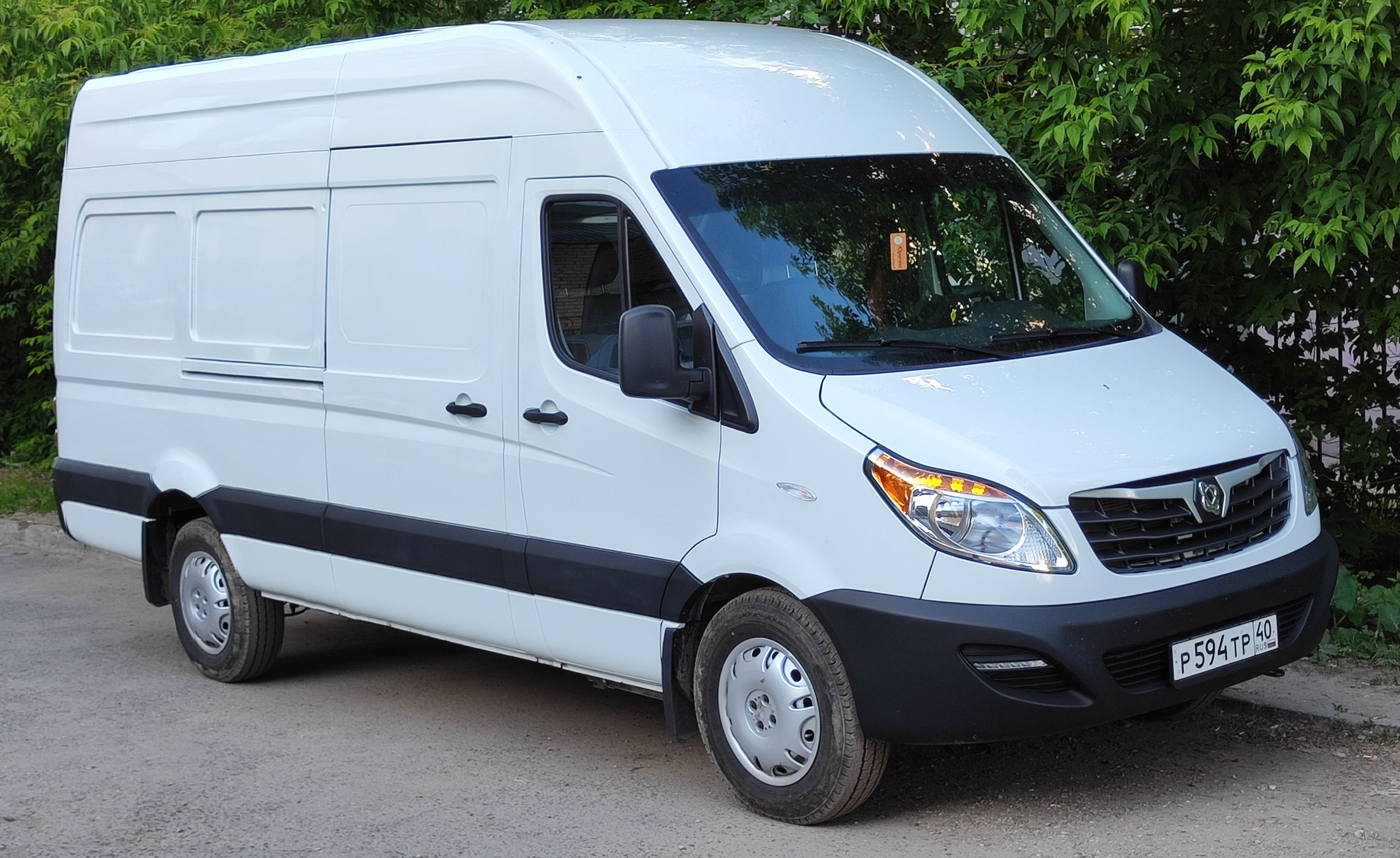
Sollers Atlant